# Das Schwarze Korps
Das Schwarze Korps (tyska: "Den svarta kåren") med undertiteln Zeitung der Schutzstaffeln der NSDAP – Organ der Reichsführung SS var SS:s officiella tidning, grundad av Gunter d'Alquen i mars 1935. Tidningen utkom på onsdagar och varje SS-man var förpliktigad att läsa och sprida den.
Tidningen hetsade mot judar och frimurare och innehöll bland annat även artiklar om SS-Totenkopfverbände och dess verksamhet i koncentrationslägren.